# Venezianisches Finale

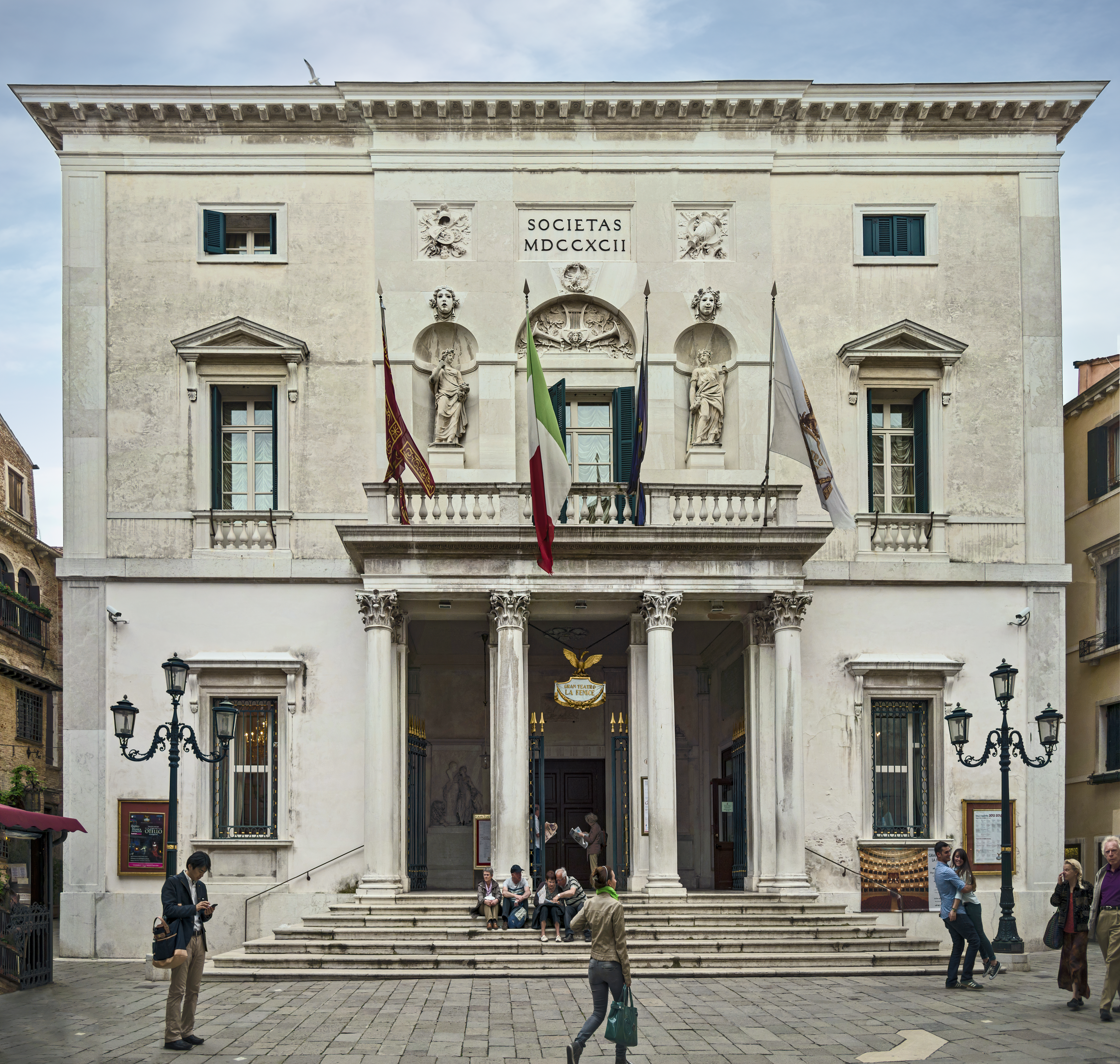
Das Teatro La Fenice, Tatort im Krimi

Venezianisches Finale ist das Romandebüt von Donna Leon, der Auftakt einer Krimireihe um den Hauptcharakter Commissario Guido Brunetti. Der Roman erschien 1992 unter dem Titel Death at La Fenice bei Random House, die deutsche Übersetzung von Monika Elwenspoek wurde 1993 im Diogenes Verlag veröffentlicht. Die Geschichte spielt in Venedig, wo die Autorin selbst lebt.
Im Opernhaus Teatro La Fenice stirbt der deutsche Stardirigent Helmut Wellauer an einer Zyankali-Vergiftung. Bei seinen Ermittlungen stößt Brunetti auf die Nazi-Vergangenheit des Dirigenten wie auch auf dessen pädophile Neigungen. Da sich Wellauer an der Tochter seiner zweiten Ehefrau vergangen hat, habe diese ihm ein Antibiotikum gespritzt, das sein Gehör geschädigt habe. Es stellt sich heraus, dass Wellauer sich selbst vergiftet hat, um seine Frau als Täterin zu belasten. Für Venezianisches Finale erhielt Donna Leon den japanischen Suntory-Preis. Der Krimi wurde für die ARD mit Uwe Kockisch in der Hauptrolle verfilmt und am 23. Oktober 2003 erstmals ausgestrahlt. Er wurde zudem als Hörbuch und Hörspiel adaptiert. Auf Venezianisches Finale folgten bislang 32 weitere Fälle mit Brunetti (Stand: 2024).

## Inhalt
Im Teatro La Fenice wird der berühmte deutsche Dirigent Helmut Wellauer in der Pause vor dem letzten Akt der Verdi-Oper La traviata tot aufgefunden. Er starb an einer Vergiftung mit Zyankali, das in seinen Kaffee gemischt war. Während die Aufführung unter Leitung des Ersatzdirigenten fortgesetzt wird, erscheint die Polizei am Tatort. Der leitende Beamte, Commissario Brunetti, befragt nach dem Ende der Oper einige Sänger in ihrer Garderobe, darunter die berühmte Sopranistin Flavia Petrelli, wie auch den Regisseur in dessen Hotel. Bei den Befragungen stellt sich heraus, dass Wellauer homosexuelle Darsteller unter Druck gesetzt und etwa der Petrelli gedroht hat, ihrem Ex-Ehemann, der um das Sorgerecht für die Kinder kämpft, von deren Verhältnis zu ihrer Sekretärin Brett Lynch zu berichten. Die deutlich jüngere Ehefrau des Dirigenten erscheint aufgrund ihrer kühlen und zurückhaltenden Reaktion auf den Tod ihres Ehemannes als verdächtig.
Im Zuge seiner weiteren Ermittlungen stößt Brunetti aber auch auf Wellauers Nazi-Vergangenheit und weitere verdächtige Vorkommnisse. So hat seine erste Ehefrau Selbstmord begangen und er stand in Zusammenhang mit dem Tod einer zwölfjährigen italienischen Sopranistin im Italien Ende der 1930er Jahre. Der Hinweis auf diese Geschichte kommt von einem Klatschreporter, mit dem Brunettis Frau Paola bekannt ist und den sie ihrem Mann auf einer Party ihrer reichen Eltern vorstellt. Brunetti trifft sich mit der Schwester der verstorbenen jungen Sopranistin, und Wellauers pädophile Neigungen kommen ans Tageslicht. Die Ermittlungen des Kommissars konkretisieren sich, als er erfährt, dass sich das Hörvermögen des Dirigenten zuletzt rapide verschlechtert hatte. Der Ermittler erfährt auch, dass Wellauer sich an der Tochter seiner Ehefrau vergangen hat, die diese daraufhin zu ihren Eltern geschickt und sich an ihrem Ehemann gerächt hat. Sie, eine ausgebildete Ärztin, spritzte ihm ein Antibiotikum, das sein Gehör geschädigt hat, mit der Behauptung, es handele sich um eine Vitaminspritze. Als Wellauer sich der Folgen bewusst wird, beschließt er, Selbstmord zu begehen und dabei seine Frau als Täterin zu belasten. Im Abschlussbericht verschweigt Brunetti seine Kenntnisse, um die Witwe und ihre Tochter zu schützen.

## Hintergrund

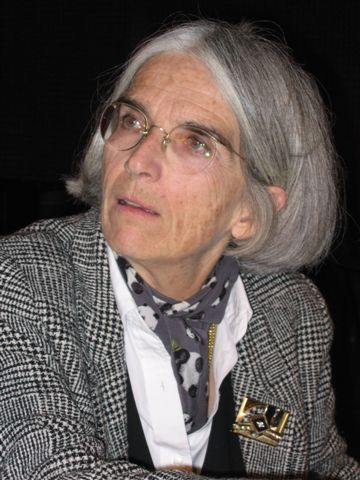
Donna Leon in Warschau, 27. September 2005

Venezianisches Finale ist der erste Band der Krimireihe um Commissario Guido Brunetti. Bis 2024 folgten 32 weitere Fälle für den venezianischen Kommissar. Donna Leon hatte bereits seit zehn Jahren in Venedig gelebt, als sie dieses Buch schrieb. Sie konzipierte Brunetti als Familienmenschen mit guter Ausbildung. Seine Frau Paola ließ sie als Professorin für englische Literatur arbeiten, so dass Leon, die selbst englische und amerikanische Literatur unterrichtet hat, eigene Erfahrungen einbringen konnte. Um die Entstehung des Romans ranken sich einige Anekdoten. So soll Leon mit einem Begleiter eine Probe im Teatro La Fenice besucht haben, wobei dieser gesagt haben soll, er könnte den Dirigenten umbringen. Sie soll darauf geantwortet haben: „Ich mach's für dich, aber in einem Roman“. Gegenüber dem Spiegel gab Leon an, dass die Idee zu dem Stoff während eines Besuchs in der Garderobe des Dirigenten Gabriele Ferro entstanden sei, als er und seine Frau Anekdoten und Klatsch über Herbert von Karajan zum Besten gaben. Infolgedessen habe sie den Dirigenten Helmut Wellauer erfunden, der dann schließlich auch ermordet wurde.
Donna Leon reichte Venezianisches Finale bei einem japanischen Krimi-Wettbewerb ein; sie hat diesen gewonnen und außerdem den japanischen Suntory-Preis. Der Roman wurde unter anderem ins Deutsche, Niederländische, Spanische und ins Japanische übersetzt. In ihrem Heimatland, den Vereinigten Staaten, war ihr Debüt kein Erfolg. In Deutschland aber gelang ihr der Durchbruch mit diesem Buch, von dem in den ersten drei Jahren 200.000 Exemplare verkauft wurden.

## Adaptionen
An der Verfilmung hatten mehrere Produzenten und Regisseure Interesse gezeigt. Mit Leons Agenten verhandelten das Studio Babelsberg, das eine französisch-italienisch-deutsche Koproduktion fürs Fernsehen plante, Steven Spielberg und Bernd Eichinger. Besonderes Augenmerk legte Leon darauf, dass Brunetti nicht für den Kommerz verheizt und das Drehbuch von einem Venedig-Kenner verfasst würde. Schließlich produzierten Trebitsch Produktion International und teamWorx Television & Film im Auftrag der ARD eine Fernsehverfilmung des Krimis. Es war der fünfte Film der Fernsehserie, die sich nicht chronologisch an die Reihenfolge der Bücher hält. Die Hauptrolle des Guido Brunetti spielte erstmals Uwe Kockisch, der damit Joachim Król nachfolgte. Die Erstausstrahlung erfolgte am 23. Oktober 2003.
Neben der Verfilmung gibt es auch die Umsetzung des Krimis als Hörspiel, produziert von den Sendern SDR/DLR Berlin und WDR aus dem Jahr 1997. Die Regie führte Hans Gerd Krogmann. Brunetti wurde von Michael König gesprochen.
Das Werk ist zudem in einer Hörbuchfassung erschienen.